# Kompulzivní hromadění
Kompulzivní hromadění nebo patologické shromažďování je chování charakterizované nadměrným sbíráním a hromaděním věcí a neschopností nebo neochotou je vyhodit a patří pod obsedantně kompulzivní poruchy. Vážné formy kompulzivního hromadění mohou způsobovat daným osobám problémy při normálním fungování.

Příklady kompulzivního hromadění
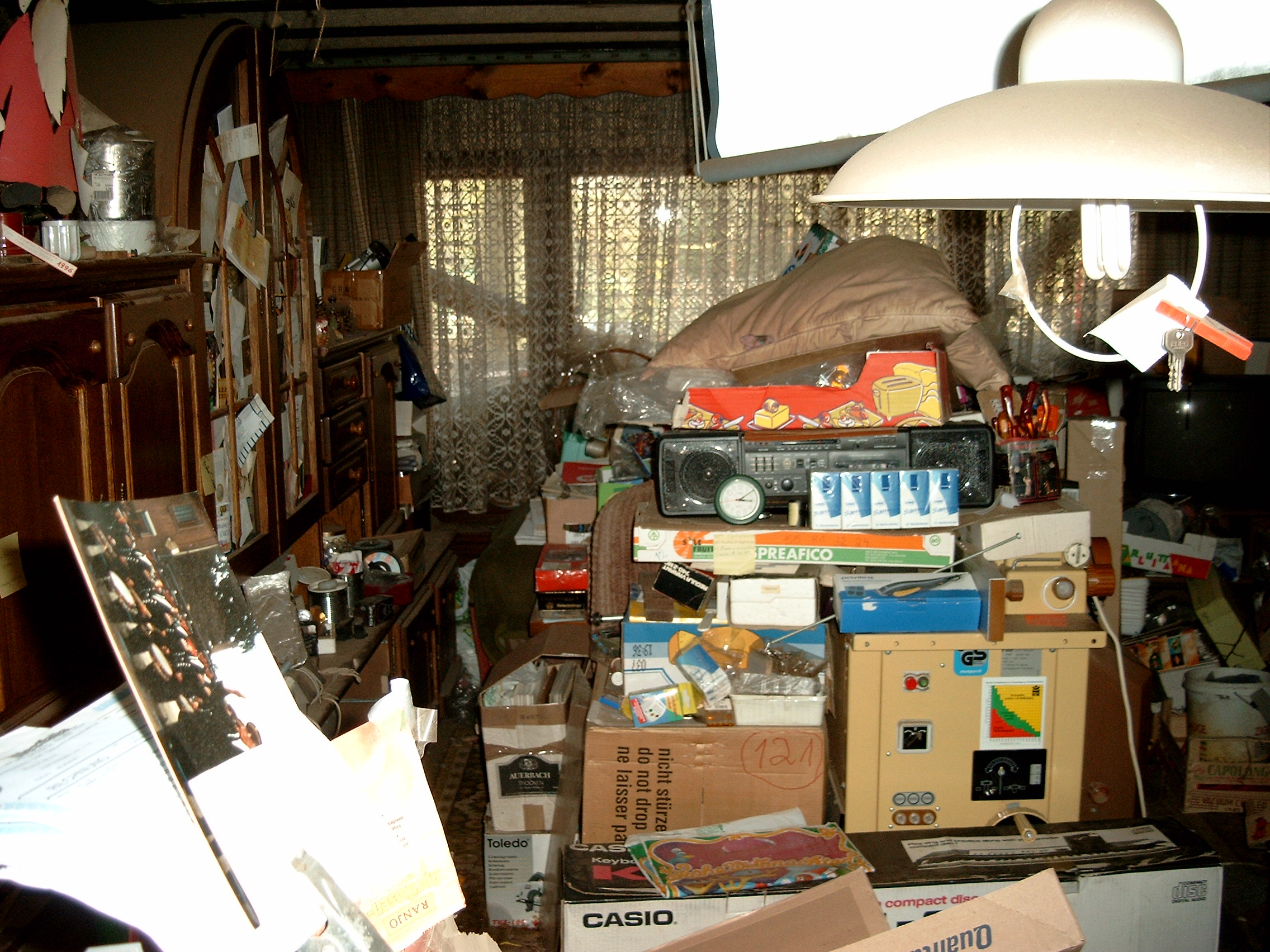
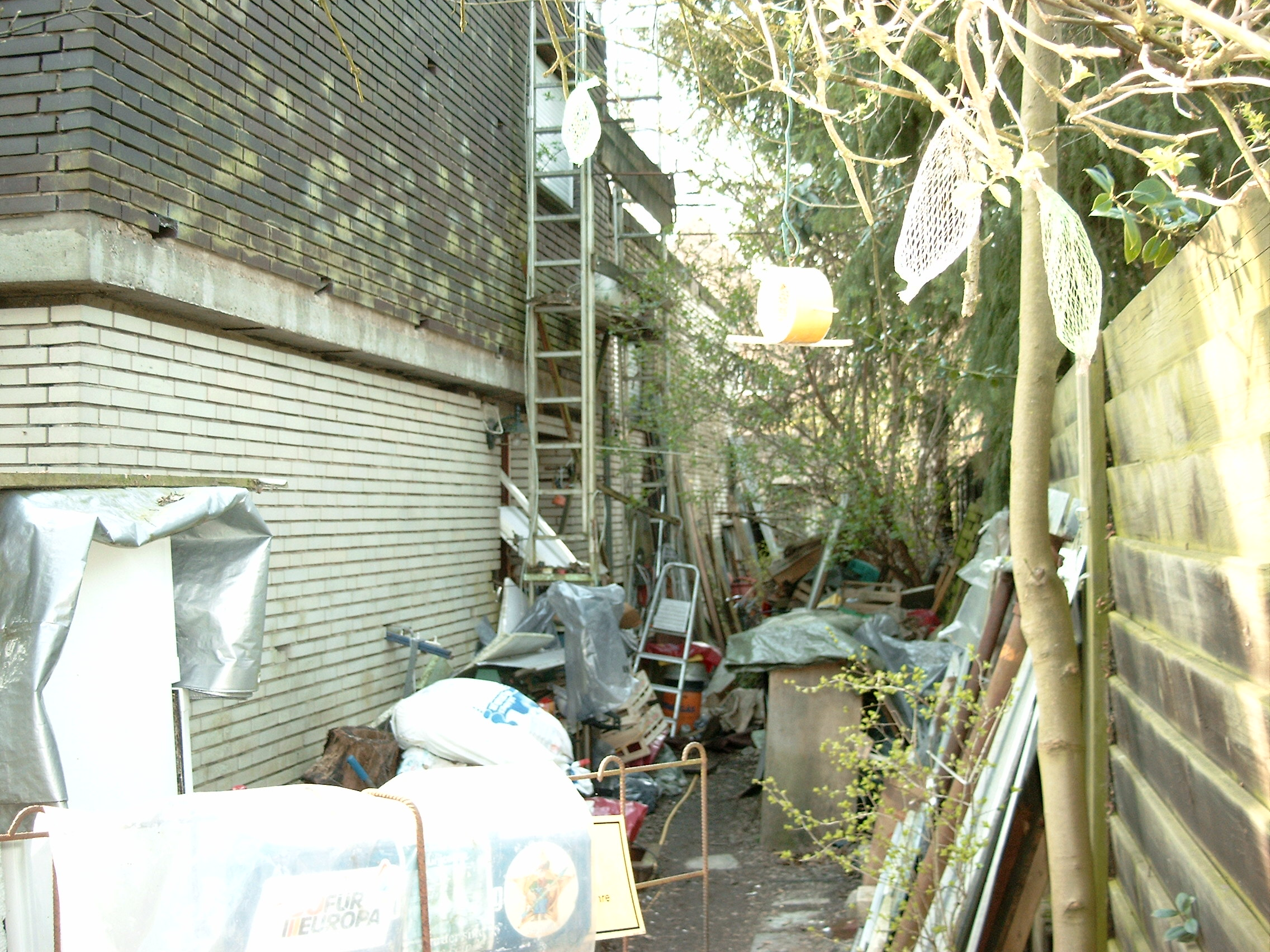
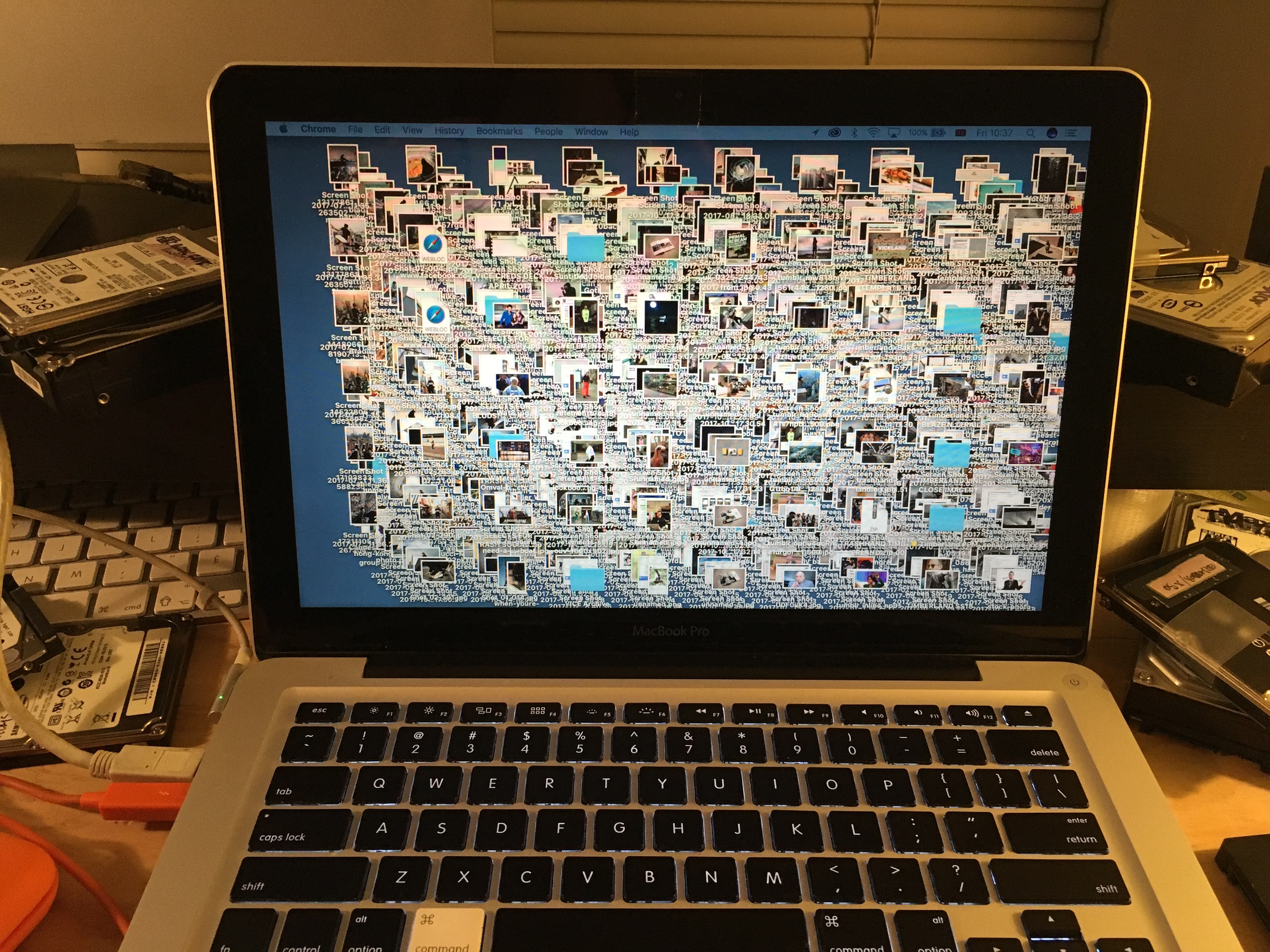